# Trottoirs de Buenos Aires
Trottoirs de Buenos Aires, est le premier établissement en Europe exclusivement consacré au tango argentin, situé au 37, rue des Lombards, dans le quartier parisien des Halles. Le club est inauguré le 19 novembre 1981 et définitivement fermé le 15 mai 1994.

## Histoire du club de tango
Au début des années 1970, plusieurs amoureux du tango résidant à Paris, dont le journaliste Tomás Barna, le musicien Edgardo Canton et Benjamín Kruk[Qui ?], ont l'idée d'ouvrir un local qui permettrait de diffuser le meilleur de la musique et de la poésie du tango. Ils ne réussissent pas à réunir le capital nécessaire, mais, une décennie plus tard, Canton parvient à créer un groupe de sympathisants composé d'une vingtaine de membres, français et argentins entre autres nationalités, qui s'associent pour porter le projet. Certains d'entre eux bien connus du monde des arts, comme Antonio Seguí, Pérez Celis et Leopoldo Presas, ou du chant, comme Susana Rinaldi.
En juillet 1981, Barna voyage à Buenos Aires et obtient l'engagement de José Libertella et Luis Stazo pour que le Sexteto Mayor soit présent à l'inauguration. De son côté, Julio Cortázar, qui, à la fin des années 1970 sort un disque avec des paroles de tango de sa composition sur une musique de Canton, avec la voix de Juan Cedrón, endosse le rôle de parrain spirituel. Le club doit d'ailleurs son nom, Trottoirs de Buenos Aires, au tango Trottoirs de Buenos Aires, extrait de ce disque.
Sous la direction de Canton, qui partage avec Barna la direction artistique, l'établissement est inauguré au 37, rue des Lombards, proche des Halles, un quartier central de Paris, le 19 novembre 1981 en présence d'un public enthousiaste de diverses nationalités. 
Le Sexteto Mayor est présent les trois premières semaines, recevant un franc succès, aussi bien public que critique. D'autres interprètes de grande envergure prennent la suite : Rubén Juárez, Salgán-De Lío, la chanteuse Josefina, Guillermo Galvé, Raúl Funes, Hernán Salinas, Reynaldo Anselmi, Susana Rinaldi, María Garay, les ensembles de Osvaldo Piro, Roberto Goyeneche, le trio de Juan José Mosalini, Gustavo Beytelmann, Orlando Trípodi, le Cuarteto del Centenario, le duo Gubitsch-Caló avec du tango d'avant-garde, Sandra Rumolino et bien d'autres.
Des danseurs de renom, comme Osvaldo Zotto, Milena Plebs, Eduardo Arquimbau, Majoral, Pablo Veron, Virulazzo, ainsi que des personnalités illustres, comme Atahualpa Yupanqui, Mercedes Sosa ou Jairo font un passage au club de tango Trottoirs de Buenos Aires.
Trottoirs de Buenos Aires est également précurseur du succès du spectacle Tango argentino, qui débute à Paris et se joue à guichets fermés deux ans après, le 11 novembre 1983.
Trottoirs de Buenos Aires ferme définitivement le 15 mai 1994.
En 2017, le réalisateur Sergio Cucho Costantino commence à filmer le documentaire Un rêve à Paris sur le club de tango Trottoirs de Buenos Aires, avec le comédien Jean-Pierre Noher,. Le documentaire sort en 2019, en marge du Festival de Tango de Buenos Aires.